# Contea del Vexin
La contea del Vexin è un'antica suddivisione territoriale nel nord-ovest della Francia, corrispondente alla parte normanna della storica provincia del Vexin.

## Conti del Vexin
prima dell'895-919: Ermenfroi d'Amiens, conte di Amiens, del Vexin e di Valois
915-926: Raul I d'Ostrevent († 926), conte di Amiens, di Vexin e di Valois 
sposato con Ildegarda, probabilmente figlia di Ermenfroi
926-943: Raul II, conte di Amiens, di Vexin e di Valois, figlio del precedente
sposato con Lietgarda
943-dopo il 992: Gualtiero I, conte di Amiens, di Vexin e di Valois, fratello del precedente
sposato con Adele, probabilmente figlia di Folco I d'Angiò
prima del 998-dopo il 1017: Gualtiero II, conte di Amiens, del Vexin e di Valois, figlio del precedente
sposato con Adele
prima del 1024-1035: Drogone, conte di Amiens e di Vexin, figlio del precedente
sposato con Godfifu, vedova di Eustachio II di Boulogne e figlia di Etelredo II d'Inghilterra
1035-1063: Gualtiero III, conte di Amiens, del Vexin e del Maine, figlio del precedente
sposato con Biota del Maine
1063-1074: Raul IV, conte di Valois, poi del Vexin e di Amiens, cugino del precedente, figlio di Raoul III (conte di Valois, figlio di Gualtiero II) e di Alice
sposato in prime nozze con Adele di Bar-sur-Aube
sposato in seconde nozze con Haquenez
sposato in terze nozze con Anna di Kiev
1074-1077: Simone († 1080), conte di Valois, poi del Vexin e di Amiens, figlio del precedente e di Adele di Bar-sur-Aube
Nel 1077, Simone si fece monaco e i suoi possedimenti furono persi. Valois andò a suo cognato Erberto IV di Vermandois, Amiens fu unita alla Corona e il Vexin diviso tra il duca di Normandia e il re di Francia
1092-1108: Luigi di Francia, figlio di Filippo I, re di Francia, è investito del contado del Vexin francese prima di diventare re di Francia sotto il nome di Luigi VI il Grosso.